# Frailea castanea
Frailea castanea es una especie de planta fanerógama de la familia Cactaceae.

## Distribución
Es endémica de Argentina, Brasil y Uruguay. Es una especie rara en las colecciones.

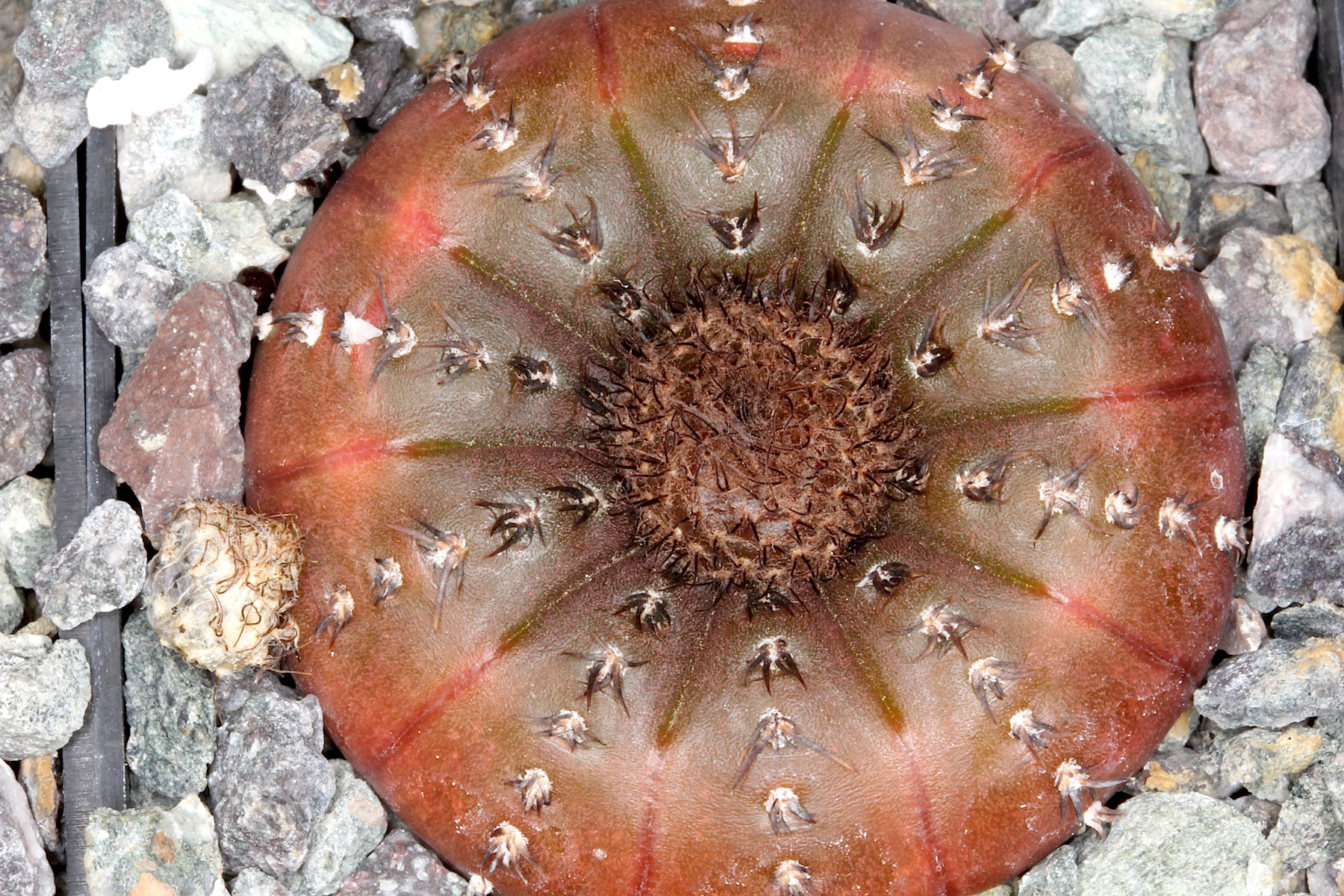
Vista desde arriba

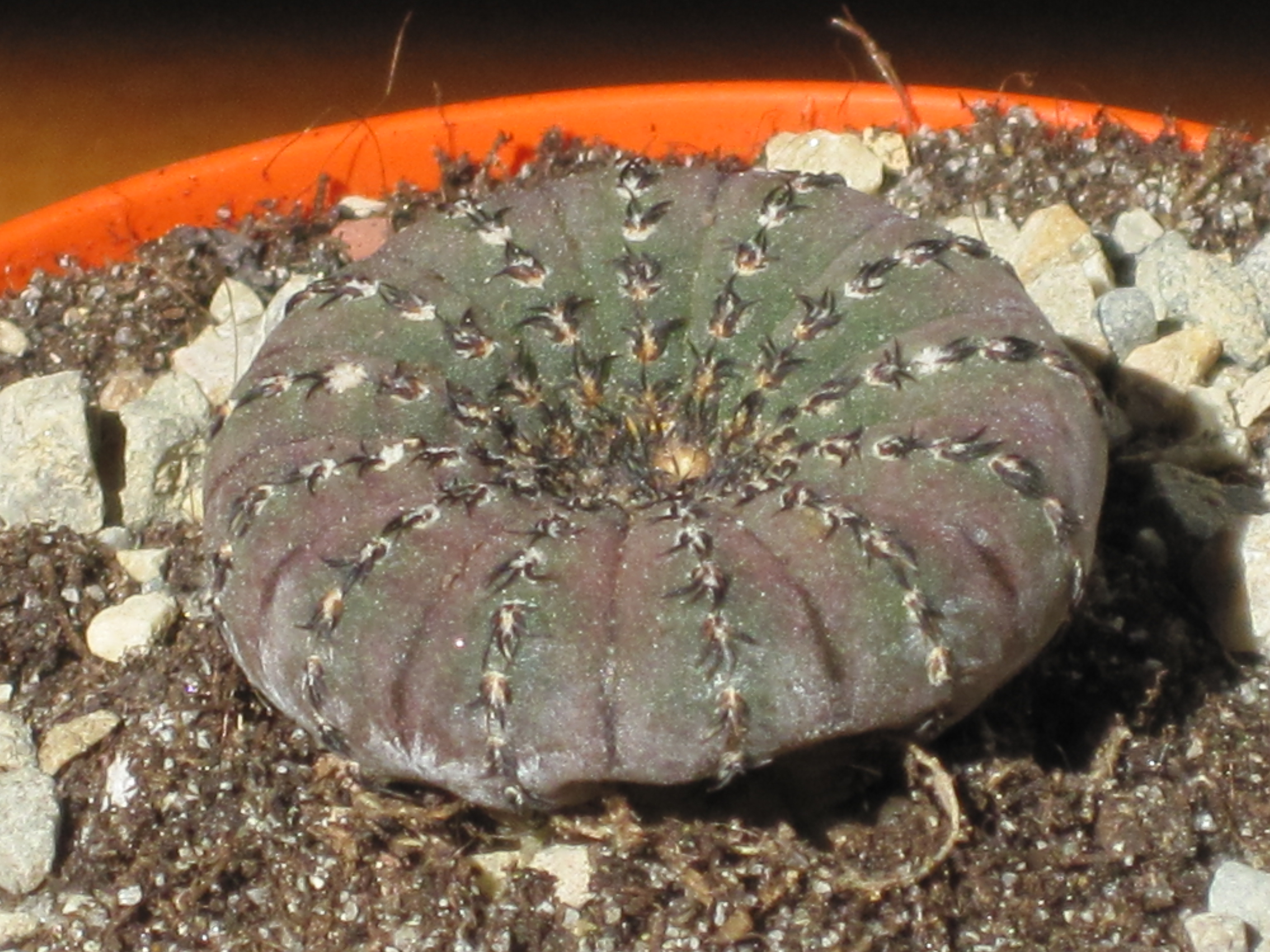
Frailea castanea

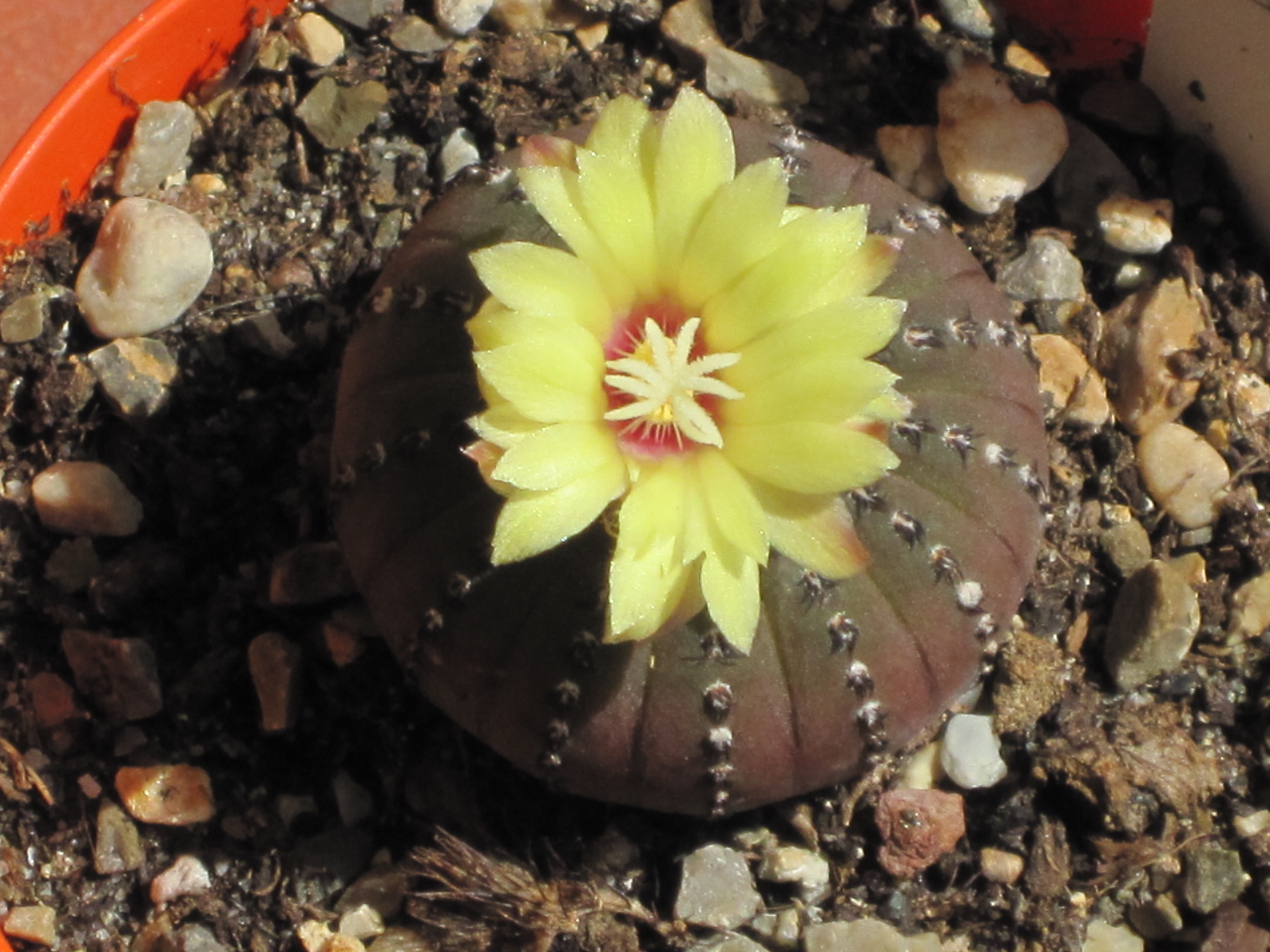
La flor de la Frailea castanea

## Descripción
Frailea castanea crece individualmente con tallo deprimido globular, de color rojizo oscuro a marrón, a veces azul o de color gris verdoso. El cuerpo alcanza un  diámetro de 3-4 cm y una alturahasta 4 centímetros.Tiene raíces bulbosas cónicas. Las 8-14 costillas son bajas y convexas. Las areolas presentes en la misma son pequeñas. Lss 3-11 espinas marrones oscuras están dirigidas hacia abajo, se encuentran en la superficie del cuerpo y miden de 0,5 a 1,5 milímetros de largo. Las flores son amarillas brillantes y miden hasta 4 cn de largo y un diámetro similar. Los frutos son de color verde amarillento.

## Taxonomía
Frailea castanea fue descrita por Curt Backeberg y publicado en Kaktus-ABC 248, 415. 1935.
Etimología
Frailea: nombre genérico otorgado en honor del español Manuel Fraile.
castanea epíteto latino que significa "de color castaño".
Variedades
- Frailea castanea subsp. castanea
- Frailea castanea subsp. harmoniana

Sinonimia
- Astrophytum castaneum (Backeb.) Halda & Malina
- Astrophytum perumbilicatum (F.Ritter) Halda & Malina
- Frailea asterioides var. backebergii F.Ritter
- Frailea castanea var. perumbilicata (F.Ritter) Prestlé
- Frailea perumbilicata F.Ritter
- Frailea perumbilicata var. spinosior F.Ritter[4]